# Fleur cadavre

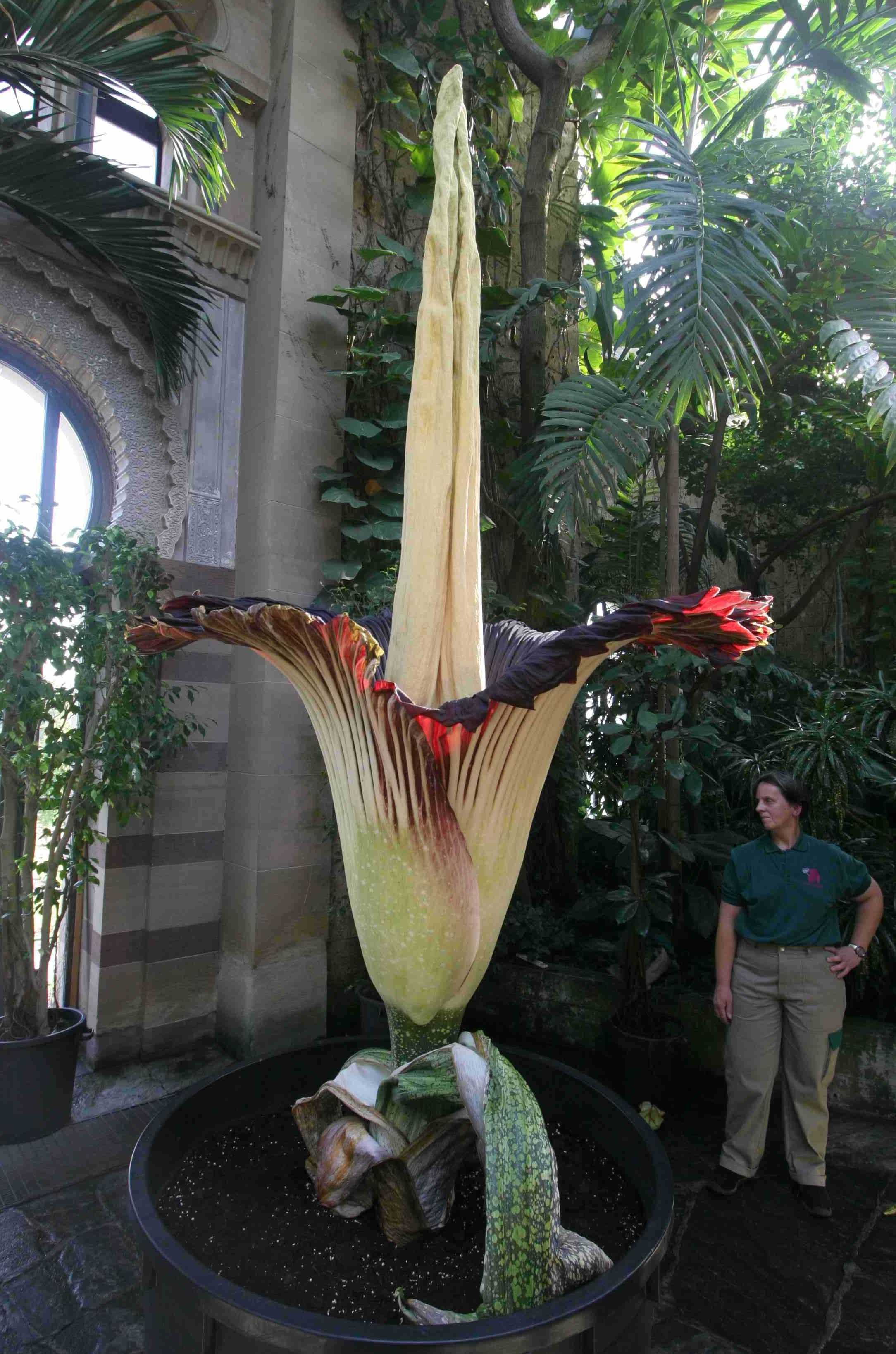
Phallus de titan, avec son spadice, une des inflorescences les plus hautes au monde, constituée de fleurs sapromyophiles. La pointe de l'axe supérieur émet une odeur tellement nauséabonde que certaines personnes s'évanouissent en la respirant. Son gigantisme et sa production de chaleur favoriseraient la diffusion des odeurs attirant les insectes.

Une fleur cadavre ou, selon la définition des syndromes de pollinisation de Faegri et van der Pijl, fleur sapromyophile (du grec sapros, « putride », myia, « mouche », et philia, « ami de »), est une plante dont la fleur émet des odeurs stimulant l'attraction d'insectes pollinisateurs saprophages, coprophages et nécrophages (diptères, coléoptères) exercée par des chairs en putréfaction, du fumier, de la matière fécale, de l'urine ou de champignon, typiques des milieux de ponte où ces animaux ont l'habitude de déposer leurs œufs donnant des larves qui s'en nourrissent.
Le botaniste allemand Christian Sprengel identifie en 1793 le rôle pollinisateur des fleurs à odeur putride de Stapelia hirsuta (appelée plante charogne). En l'état actuel des connaissances, il s'agit de la première mention de mimétisme floral (en) chez les plantes.

## Sapromyophilie

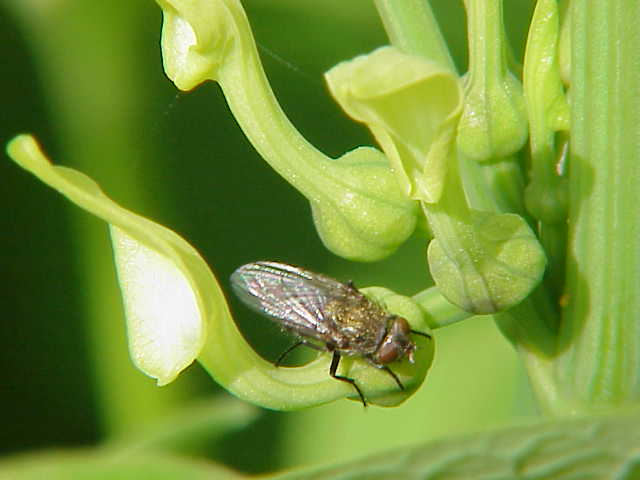
L'Aristoloche clématite attire les mouches et les piège dans son tube floral hérissé de poils mous croisés, créant un sens unique. Elle les nourrit de nectar pendant quelques jours puis les libère après la fanaison.

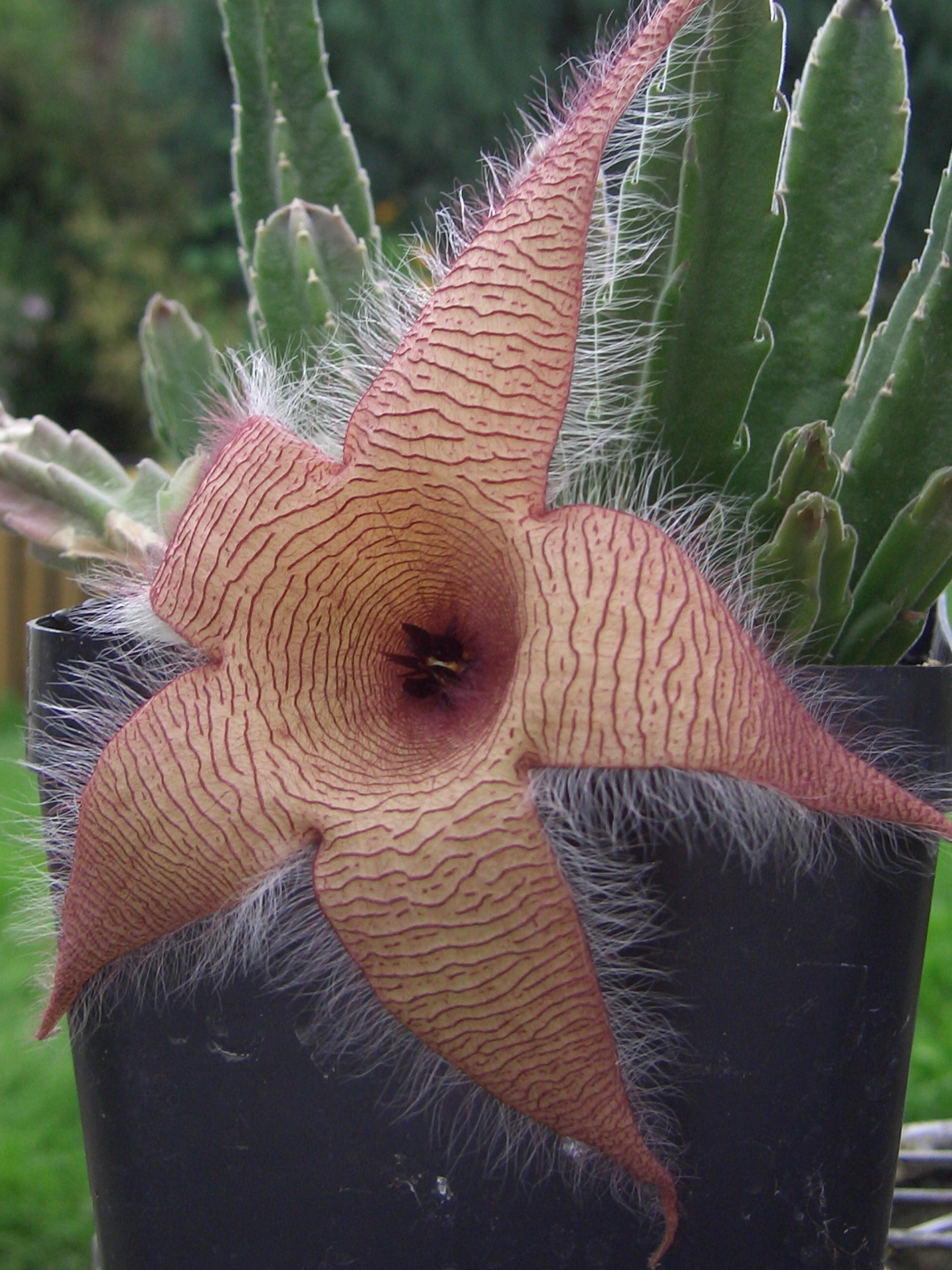
Les poils blancs sur les pétales de la fleur de couleur chair Stapelia gigantea évoquent une couche de moisissure se développant sur la matière en décomposition. Pour trouver le nectar, les insectes doivent faire pénétrer leur proboscis dans la fente du, colonne centrale de la fleur.

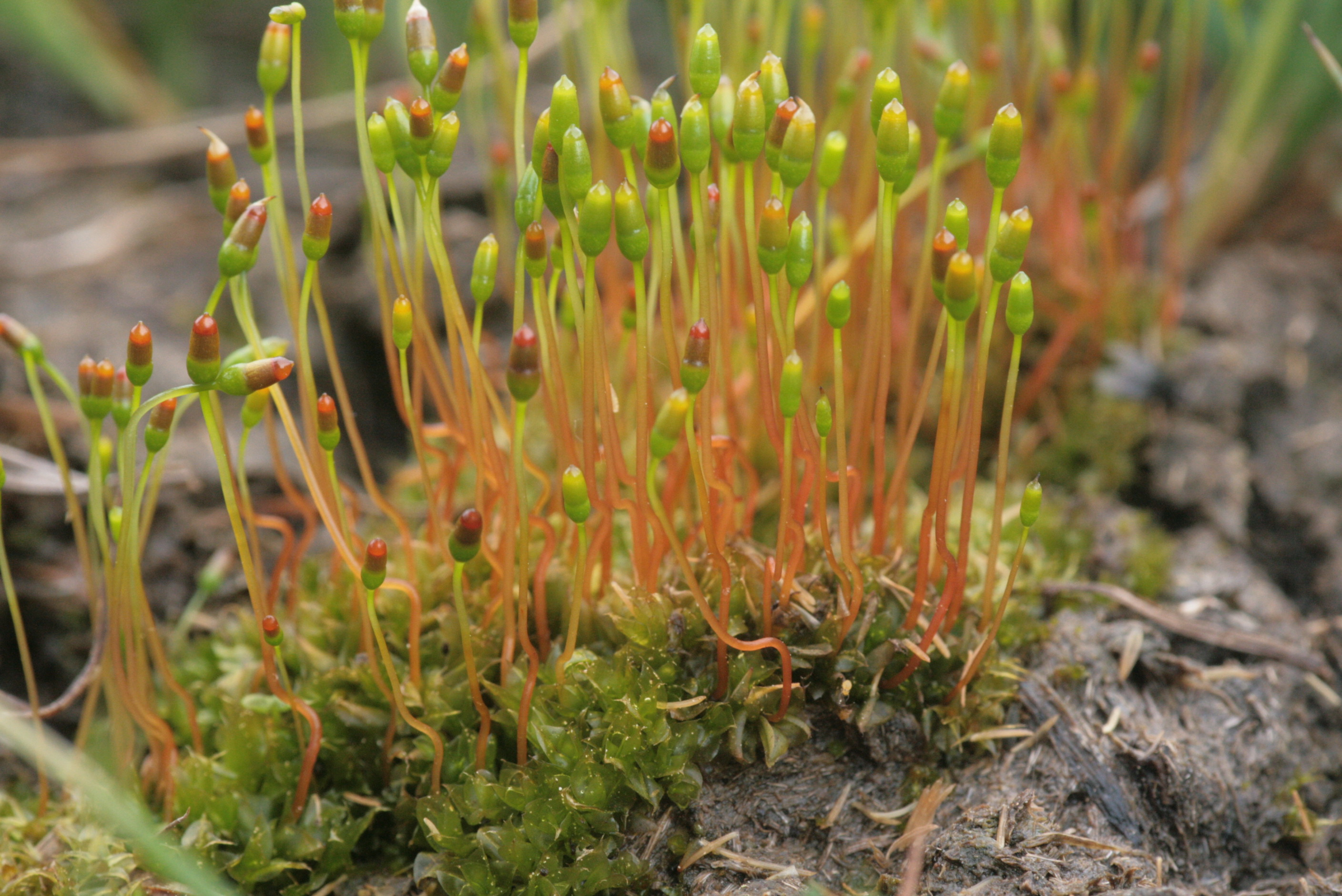
Les ' sont des mousses qui poussent comme les ' sur les excréments, mais surtout sur des cadavres d'animaux, et émettent des odeurs fécales ou de charogne.

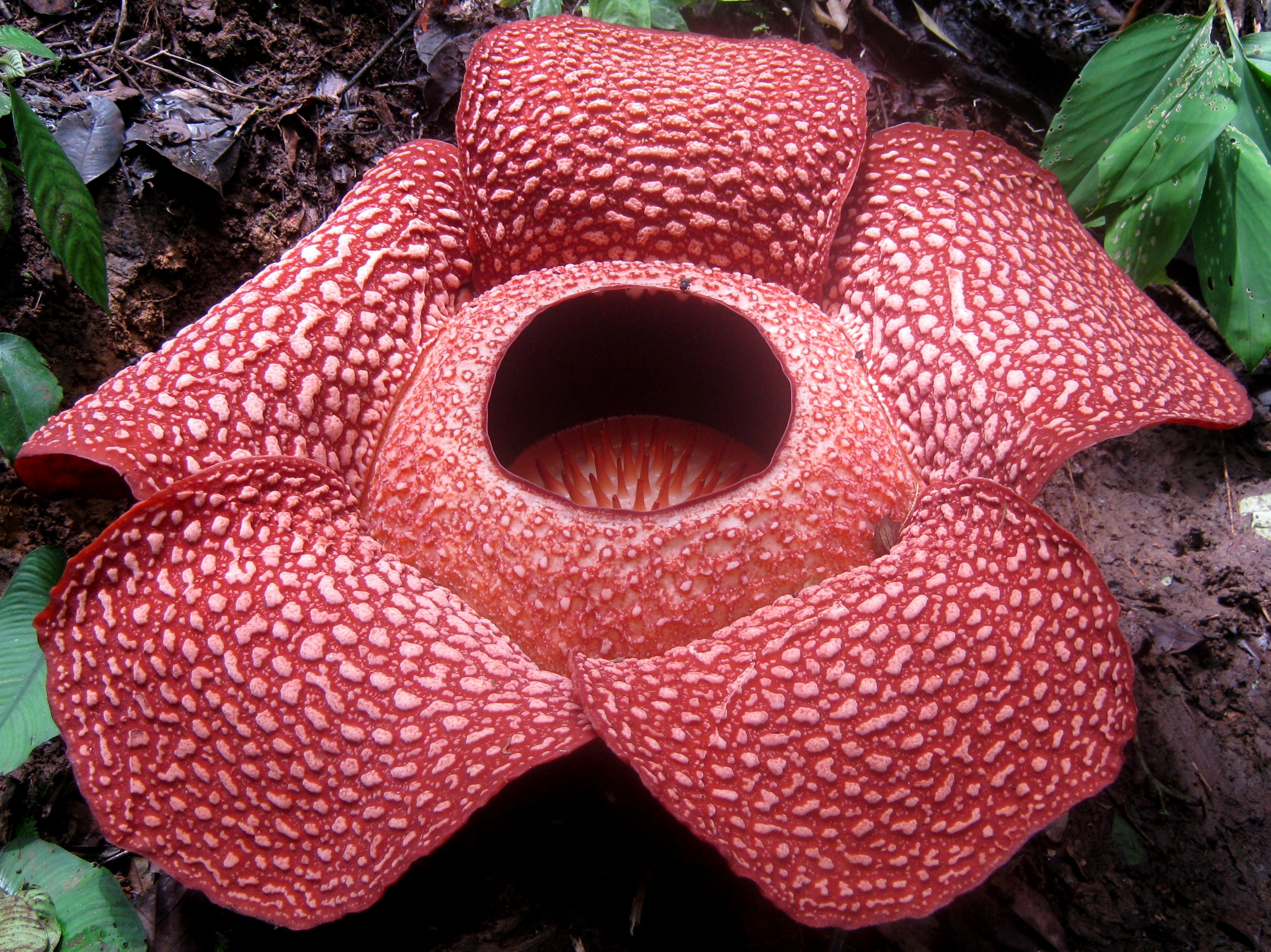
Rafflesia arnoldii, la plus grande fleur au monde, est cloquée de pustules crémeuses. Le gigantisme floral est associé à une meilleure efficacité de la production et de la diffusion de l'odeur de charogne qui attire des insectes comme la mouche Chrysomyia megacephala.

Les botanistes parlent de sapromyophilie pour désigner ce mode de pollinisation entomophile, qui est un exemple de convergence évolutive, ce caractère floral étant apparu plusieurs fois de manière indépendante dans différents familles botaniques pourtant éloignées, notamment chez les Asclepiadacées, les Aristolochiacées, les Aracées et les Rafflésiacées.
Ces odeurs nauséabondes sont souvent associées à une chambre florale jouant un rôle de piège, à une texture (pétales recouverts d'une épaisse couche de poils comme la peau d'un mammifère), un cœur sombre évoquant une blessure ouverte, et une couleur violacée ou brunâtre terne ressemblant à un morceau de viande avarié, ce qui attire notamment les mouches domestiques (Muscidae), les mouches à merde (famille des Calliphoridae, les mouches à viande, et des Sarcophagidae, avec notamment les mouches grises dites « à viande »), les coléoptères détritiphages (Dermestidae) et charognards (Silphidae). Elles attirent généralement une foule d'insectes coprophages et nécrophages pollinisateurs, mais certaines espèces de plantes sont tributaires d'un groupe spécifique d'insectes pour leur pollinisation.
Selon le principe d'allocation des ressources qui reflète l'existence de compromis évolutifs entre différents traits biologiques, la plupart de ces plantes exploitent les réponses innées et acquises des insectes aux signaux visuels ou olfactifs sans offrir aucune récompense, si bien que les pollinisateurs n'y pondent pas (les Stapeliades (en) étant une exception, la majorité de ces fleurs offrant du nectar). Lorsqu'ils pondent dans les fleurs en croyant déposer leurs œufs dans les chairs d'un animal mort, la relation devient parasitique, car les larves de mouches ou de coléoptères meurent rapidement.

## Fleurs cadavres dans les principales familles sapromyophiles
Chez les Asclepiadacées, la plupart des espèces du genre Stapelia ont des fleurs de couleur chair, fortement poilues (poils blancs évoquant le mycélium des moisissures), avec de petites verrues, caractéristiques d'un morceau de viande avarié. Chaque fleur peut être apparemment pollinisée par presque toutes les mouches qui lui rendent visite, dans la mesure où la taille du proboscis et le guide de nectar sont adaptés.
Plusieurs genres chez les Rafflésiacées sont sapromyophiles et pollinisés par des mouches des genres Lucilia et Chrysomya. La localisation exacte de leurs osmophores, glandes qui sécrètent les substances volatiles, reste à déterminer. Chez les espèces du genre Rhizanthes, les mouches pondent abondamment dans les fleurs, ce qui suggère que le leurre est souvent très efficace.
Le mimétisme olfactif chez les Aracées est caractérisé par la production d'odeurs fétides, issues principalement d'oligosulfures,. Des stimuli visuels (fleurs généralement de couleur brun foncé ou violacé) et tactiles (présence de poils) sont également observés,. Les insectes pollinisateurs sont généralement capturés et retenus prisonniers deux ou trois jours dans une chambre (située à la base de la spathe) tapissée de substances huileuses qui les empêchent de ressortir en grimpant.

## Autres plantes sapromyophiles
La plupart des champignons de l'ordre des phallales, tels que le Satyre puant ou l'Anthurus d'Archer, dégagent la même odeur putride de cadavre en putréfaction, ce mimétisme olfactif leur permettant également d'attirer les insectes nécrophages qui dispersent leurs spores principalement par zoochorie.
Les mousses de la famille des Splachnacées (en) s'installent notamment sur les excréments de carnivores, d'herbivores ou de mammifères marins, ou sur les carcasses (souvent de petits mammifères) et les boules de régurgitation d'oiseaux carnivores. Elles émettent des odeurs fècaloïdes ou de charogne qui attirent des mouches coprophiles, lesquelles agissent comme des vecteurs de dispersion des spores, ciblant spécifiquement les milieux nécessaires à ces plantes,.

## Odeurs

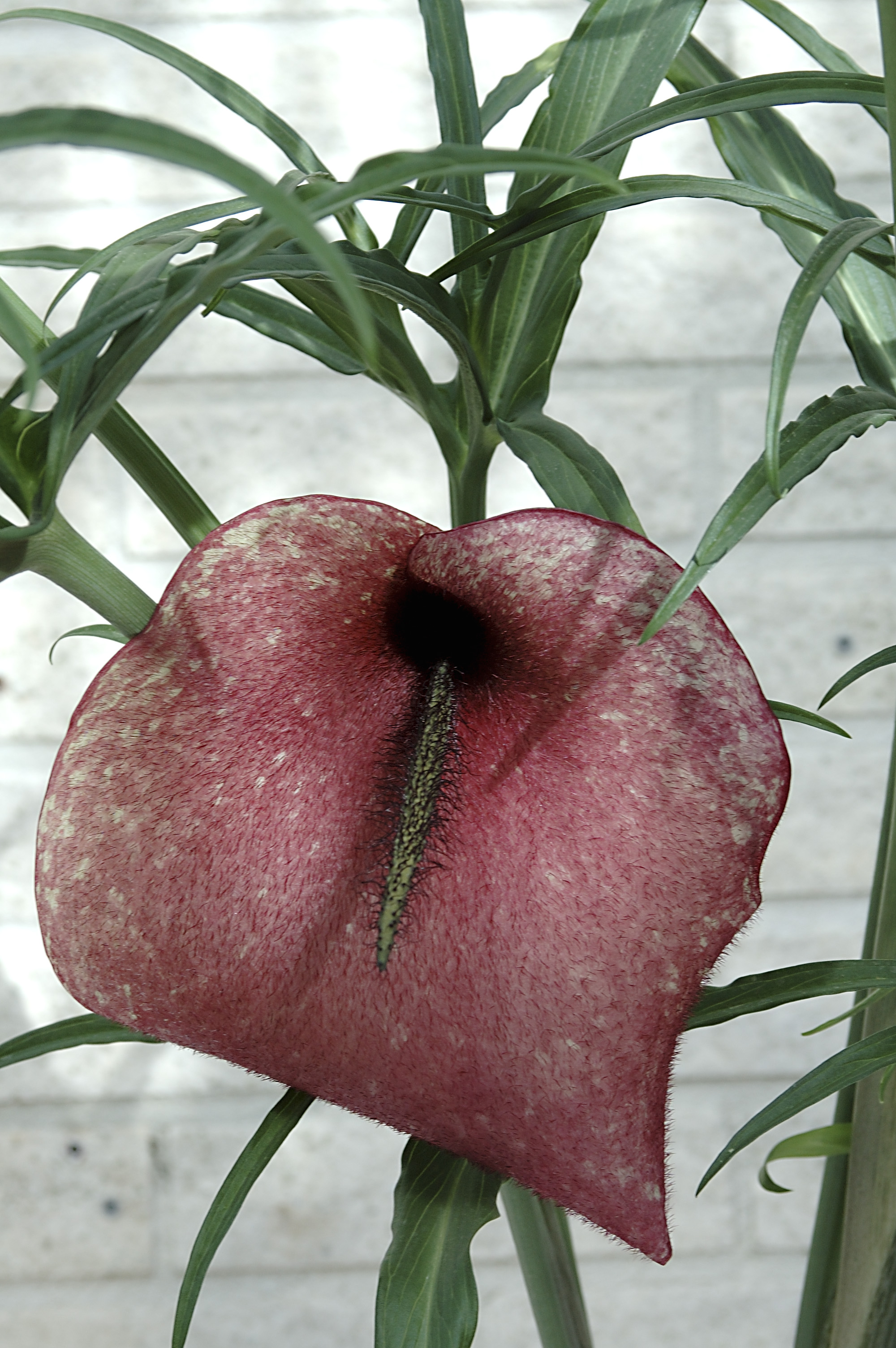
Selon certains chercheurs, l'odeur et l'inflorescence de l'Arum mange-mouches évoquent l'anus et la queue d'une bête morte,.

Les principales molécules à l'origine des odeurs rappelant la pourriture ou les fécès (odeur fècaloïde) ne sont pas complètement identifiées, en partie à cause de la concentration extrêmement faible de ces composés chimiques (5 à 10 parties par milliard). Des chercheurs ont identifié chez l'Arum titan des sulfures de diméthyle, notamment le diméthyltrisulfure (en) qui  donne son odeur à l’oignon, et le diméthyldisulfure, qui donne son odeur à l’ail. D'autres molécules sont typiques de la matière fécale (phénol, indole, scatol, et p-crésol (en), molécule caractéristique des bouses de vache). Les fleurs produisent également de l'acide butanoïque (odeur forte du beurre rance, du parmesan, ou du vomi). Des « escouades » d'insectes colonisent ainsi progressivement des cadavres en fonction des molécules qui scandent la décomposition organique (compétition interspécifique), ce qui a permis au vétérinaire français Jean Pierre Mégnin d'appliquer l'entomologie cadavérique à la médecine légale.
Pendant la floraison des Aracées sapromyophiles (Arum mange-mouches, Arum titan….), la fleur produit une chaleur qui aide les odeurs à se volatiliser. Cette thermogenèse due à la respiration oxydative représente une augmentation de 10 à 20 degrés par rapport à la température ambiante, ce qui favorise également l'appétence de coléoptères attirés la chaleur dégagée par un animal en putréfaction. Ces insectes passent la majorité de leur cycle de vie dans la chambre florale à la base de la spathe, se nourrissant et se reproduisant la nuit, se reposant le jour,,.